# Les Conquérants (film, 1917)
Pour les articles homonymes, voir Les Conquérants.
Pour plus de détails, voir Fiche technique et Distribution.
Les Conquérants (The Woman God Forgot) est un film muet américain réalisé par Cecil B. DeMille, sorti en 1917.

## Synopsis
En 1519, le conquistador espagnol Pedro de Alvarado est l'émissaire d'Hernán Cortés auprès de Moctezuma, roi de la cité aztèque de Tenochtitlan. L'une des filles de Moctezuma, Tecza, tombe amoureuse de l'émissaire, provoquant la jalousie du fiancé de celle-ci, Guatemoco. Alvarado est jeté en prison et les espagnols entament alors le siège de la cité. Sur le point d'être sacrifié, Alvarado doit son salut à Tecza, qui livre Tenochtitlan aux conquistadores, lesquels entament ainsi leur conquête de l'Empire aztèque, sous les ordres de Cortés...

## Fiche technique
- Titre : Les Conquérants
- Titre original : The Woman God Forgot
- Réalisateur, producteur et monteur : Cecil B. DeMille
- Scénario : William C. de Mille et Jeanie Macpherson
- Photographie : Charles Edgar Schoenbaum et Alvin Wyckoff
- Directeur artistique : Wilfred Buckland
- Costumes : Natacha Rambova
- Pays d'origine :  États-Unis
- Société de production : Artcraft Pictures Corporation
- Distributeur (en 1917) : Paramount Pictures
- Genre : Drame, romance, historique
- Format : Film muet en noir et blanc
- Durée : 60 minutes
- Dates de sortie : 
  - États-Unis : 28 octobre 1917
  - France : 3 juillet 1919

## Distribution
Rôles principaux
- Wallace Reid : Pedro de Alvarado
- Raymond Hatton : Moctezuma
- Hobart Bosworth : Hernán Cortés
- Theodore Kosloff : Guatemoco
- Walter Long : Taloc, le grand prêtre
- Julia Faye : La servante de Tecza
- Olga Grey : Une aztèque
- Geraldine Farrar : Tecza, fille de Moctezuma
- Charles Rogers : Cacamo

Rôle non crédité
- Ramón Novarro : Un aztèque

## Galerie photos

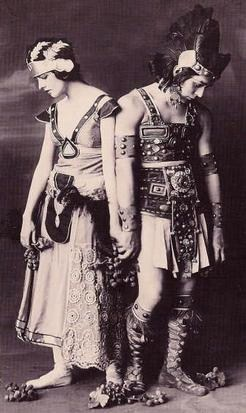
Natacha Rambova et Theodore Kosloff en 1917, parés en aztèques (costumes utilisés dans le film) - photo promotionnelle
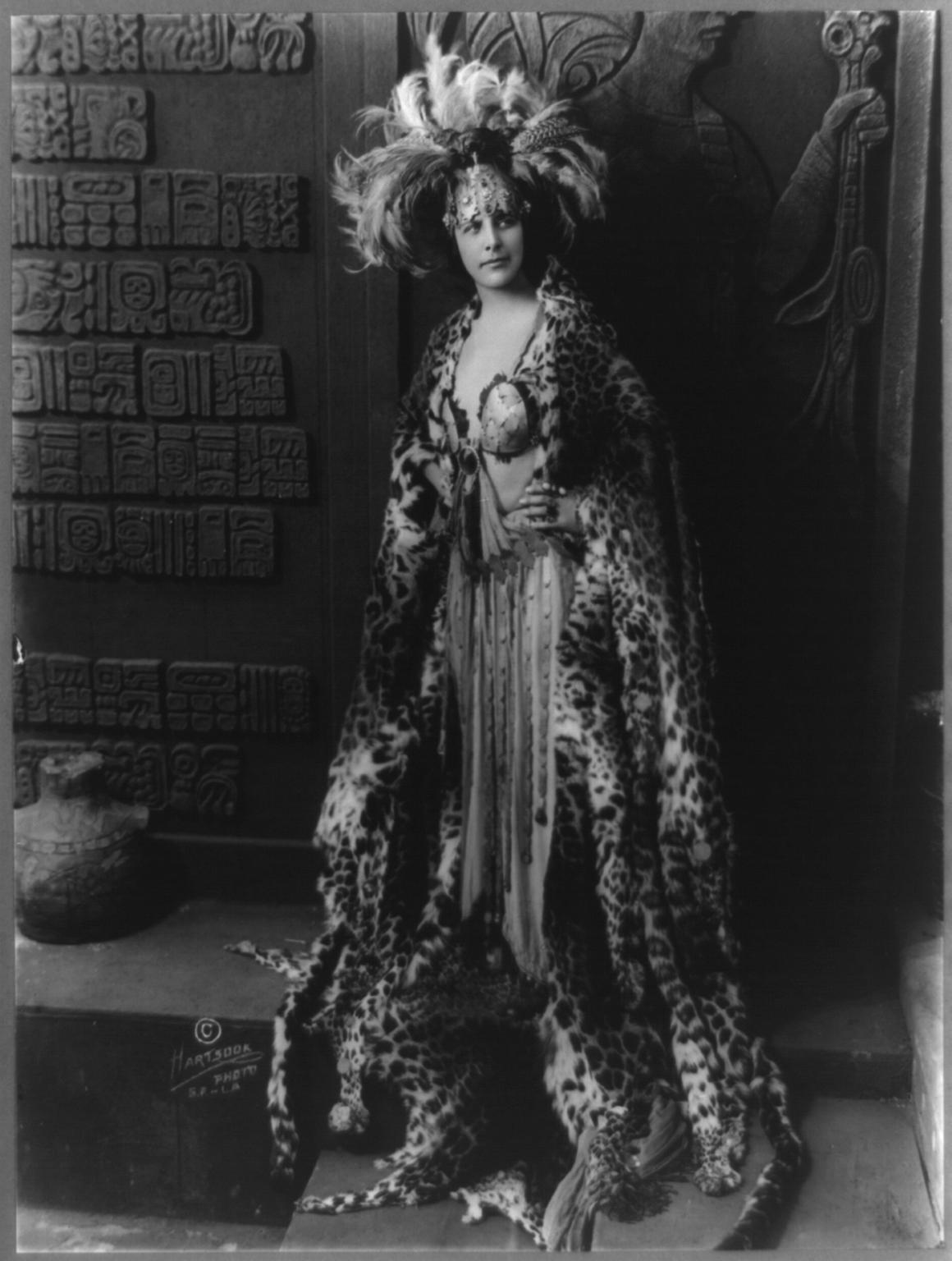
Geraldine Farrar dans un costume du film (le même que sur le poster ci-dessus) - photo promotionnelle
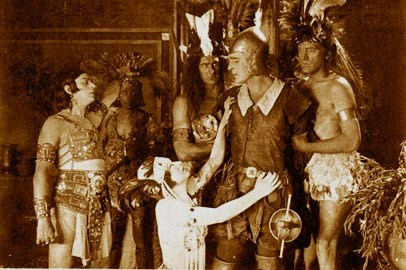
Scène du film : de g. à d., Theodore Kosloff, Charley Rogers, Geraldine Farrar et Wallace Reid (encadré par deux gardes)